# 陸經 (弘治進士)
陸經（1463年—？），字載道，雲南大理衛軍籍，直隸常熟縣人，明朝政治人物。

## 生平
雲南鄉試第四十一名舉人。弘治十五年（1502年）中式壬戌科會試第三十九名，三甲第一百九十九名進士。

## 家族
曾祖陸大用；祖父陸貴；父陸珵，母李氏。具庆下。兄纲、纪。